# Bertula vialis
Bertula vialis là một loài bướm đêm trong họ Erebidae.